# جون مارشال (لاعب كريكت)
جون مارشال (بالإنجليزية: John Marshall)‏ (1796 بإنجلترا في المملكة المتحدة - 7 سبتمبر 1876 في أستراليا) هو لاعب كريكت أسترالي. لعب مع فريق تسمانيا للكريكت.

## وصلات خارجية
- جون مارشال على موقع إي آس بي آن كريك إنفو (الإنجليزية)